# Apotrechus unicolor
Apotrechus unicolor är en insektsart som beskrevs av Brunner von Wattenwyl 1888. Apotrechus unicolor ingår i släktet Apotrechus och familjen Gryllacrididae. Inga underarter finns listade i Catalogue of Life.